# Selected Works: 1972-1999
Albums de The Eagles
Hell Freezes Over
(1994) Farewell 1 Tour: Live from Melbourne
(2005)
Selected Works: 1972-1999 est la cinquième compilation des Eagles, sortie en 2000. Le coffret comprend 4 CD regroupant leurs plus grands titres, de leur premier album Eagles (sorti en 1972) jusqu'au Millenium Concert de 1999 donné au Staples Center de Los Angeles, le 31 décembre 1999.

## Liste des titres

### Disc 1: The Early Days
1. "Take It Easy" (Jackson Browne, Glenn Frey) – 3:31
2. "Hollywood Waltz" (Bernie Leadon, Glenn Frey, Don Henley, Tom Leadon) – 4:01
3. "Already Gone" (Jack Tempchin, Robb Strandlund) – 4:15
4. "Doolin-Dalton" (Browne, Glenn Frey, Don Henley, J.D. Souther) – 3:26
5. "Midnight Flyer" (Paul Craft) – 3:58
6. "Tequila Sunrise" (Don Henley, Glenn Frey) – 2:52
7. "Witchy Woman" (Don Henley, Bernie Leadon) – 4:11
8. "Train Leaves Here This Morning" (Gene Clark, Bernie Leadon) – 4:07
9. "Outlaw Man" (David Blue) - 3:29
10. "Peaceful Easy Feeling" (Tempchin) – 4:16
11. "James Dean" (Jackson Browne, Glenn Frey, Souther, Don Henley) – 3:36
12. "Saturday Night" (Glenn Frey, Don Henley, Bernie Leadon, Randy Meisner) - 3:19
13. "On The Border" (Don Henley, Bernie Leadon, Glenn Frey) – 4:28

### Disc 2: The Ballads
1. "Wasted Time (Reprise)" (Don Henley, Glenn Frey, Jim Ed Norman) – 1:21
2. "Wasted Time" (Don Henley, Glenn Frey) – 4:55
3. "I Can't Tell You Why" (Timothy B. Schmit, Don Henley, Glenn Frey) – 4:53
4. "Lyin' Eyes" (Don Henley, Glenn Frey) – 6:21
5. "Pretty Maids All in a Row" (Joe Walsh, Joe Vitale) – 3:58
6. "Desperado" (Don Henley, Glenn Frey) – 3:33
7. "Try And Love Again" (Randy Meisner) - 5:10
8. "The Best of My Love" (Don Henley, Glenn Frey, Souther) – 4:34
9. "New Kid in Town" (Souther, Don Henley, Glenn Frey) – 5:03
10. "Love Will Keep Us Alive" (Pete Vale, Jim Capaldi, Paul Carrack) – 4:02
11. "The Sad Café" (Don Henley, Glenn Frey, Walsh, Souther) – 5:33
12. "Take It to the Limit" (Randy Meisner, Don Henley, Glenn Frey) – 4:47
13. "After the Thrill is Gone" (Don Henley, Glenn Frey) - 4:49

### Disc 3: The Fast Lane
1. "One of These Nights (Intro)" (Don Henley, Glenn Frey) – 1:59
2. "One of These Nights" (Don Henley, Glenn Frey) – 4:49
3. "Disco Strangler" (Don Felder, Glenn Frey, Don Henley) - 2:45
4. "Heartache Tonight" (Don Henley, Glenn Frey, Bob Seger, Souther) – 4:25
5. "Hotel California" (Don Felder, Don Henley, Glenn Frey) – 6:29
6. "Born to Boogie (Out-take from "The Long Run" Sessions)" - 2:16
7. "In the City" (Joe Walsh, Barry De Vorzon) – 3:44
8. "Get Over It" (Don Henley, Glenn Frey) – 3:29
9. "King of Hollywood" (Glenn Frey, Don Henley) - 6:25
10. "Too Many Hands (Don Felder, Randy Meisner) - 4:40
11. "Life in the Fast Lane" (Joe Walsh, Don Henley, Glenn Frey) – 4:44
12. "The Long Run" (Don Henley, Glenn Frey) – 3:41
13. "Long Run Leftovers" - 3:02
14. "The Last Resort" (Don Henley, Glenn Frey) – 7:29
15. "Random Victims, Part 3" - 9:42

### Disc 4: The Millennium Concert (A Night To Remember)
1. "Hotel California" (Don Felder, Glenn Frey, Don Henley) - 6:57
2. "Victim of Love" (Don Felder, Glenn Frey, Don Henley, Souther) - 5:01
3. "Peaceful Easy Feeling" (Tempchin) - 5:23
4. "Please Come Home for Christmas" (Charles Brown, Gene Redd) - 3:02
5. "Ol' 55" (Tom Waits) - 5:20
6. "Take It to the Limit" (Glenn Frey, Don Henley, Randy Meisner) - 4:02
7. "Those Shoes" (Don Felder, Glenn Frey, Don Henley) - 6:12
8. "Funky New Year" (Glenn Frey, Don Henley) - 3:45
9. "Dirty Laundry" (Don Henley, Danny Kortchmar) - 5:54
10. "Funk 49" (Jim Fox, Dale Peters, Joe Walsh) - 3:47
11. "All She Wants to Do Is Dance" (Kortchmar) – 5:20
12. "The Best of My Love" (Glenn Frey, Don Henley, Souther) - 5:06

## Personnel
- Glenn Frey : Chant, guitares acoustique et électrique, guitare slide, harmonica, claviers
- Bernie Leadon : Chant, guitares, guitare pedal steel, mandoline, banjo
- Don Felder : Chant, guitares, guitare pedal steel, guitare slide, orgue Hammond
- Joe Walsh : Chant, guitares, guitare slide, talkbox, claviers
- Randy Meisner : Chant , basse, guitarron
- Timothy B. Schmidt : Chant, basse
- Don Henley : Chant, batterie, percussions, synthétiseurs, guitares

## Personnel additionnel
- Jim Ed Norman : Piano, arrangements des cordes
- David Sanborn : Saxophone Alto
- Scott Crago : Batterie, percussions